# Louis Ngwat Mahop
Pour l’article homonyme, voir Miss Mahop.
Louis Clément Ngwat-Mahop est un footballeur camerounais né le 16 septembre 1987 à Yaoundé. 
Après avoir brillé au sein de la réserve du Bayern Munich, il rejoint le championnat d'Autriche avec le Red Bull Salzbourg à la suite d'une affaire de faux passeport. 

## Palmarès
- Red Bull Salzbourg
  - Vainqueur du Championnat d'Autriche en 2009 et 2010.